# ピエル・ルイジ・ベルサーニ
ピエル・ルイジ・ベルサーニ（イタリア語: Pier Luigi Bersani、1951年9月29日 - ）は、イタリアの政治家。
民主党（PD）書記長（第3代）、欧州議会議員（1期）、経済開発相、運輸相、エミリア＝ロマーニャ州知事、下院議員（5期）を歴任した。

## 概要
エミリア＝ロマーニャ州ピアチェンツァ県のベットラ出身。
ボローニャ大学卒業後、教師として就職したがイタリア共産党（PCI）の活動に従事する。
ピアチェンツァの副市長を経て、1990年にエミリア＝ロマーニャ州議会議員に当選し、副知事に就任。1993年から1996年まで知事。
1996年、ロマーノ・プローディ率いるオリーブの木を中心とした中道左翼政権に経済開発相として初入閣、マッシモ・ダレマ内閣でも運輸相として入閣する。2001年の左翼民主主義者（DS）から下院議員選挙に出馬し、初当選。DSやPDでは経済の政策責任者として活動する。
2004年に欧州議会議員に選出されるも、2006年に下院議員に復帰し第二次プローディ内閣において経済開発相として再入閣。
2009年に民主党書記長に就任。2012年12月2日には、2013年2月の総選挙における、民主党を中心とした中道左翼陣営の首相候補に選出された。総選挙の結果を受け、3月下旬にジョルジョ・ナポリターノ大統領より組閣に向けた連立交渉を指示されたが難航し、3月28日に交渉失敗を報告した。4月19日に行われた大統領選挙（上下両院議員の投票で行われる）で、中道左派の候補として擁立したプロディ元首相が当選に必要な過半数の票を得られなかった事から、翌20日に書記長辞任を表明した。

## 政策
2012年12月にベルサーニが中道左翼陣営の首相候補に選出された際、首相就任時にはモンティの財政緊縮路線を受け継ぐ姿勢を表明していた。

## 家族
1980年に結婚、娘が2人いる。